# 斯潘塞 (愛達荷州)
斯潘塞（英語：Spencer）是一個位於美國愛達荷州克拉克縣的城市。

## 地理
斯潘塞的座標為44°22′02″N 112°11′32″W / 44.36722°N 112.19222°W，而該地的平均海拔高度為1801米（即5909英尺）。

## 人口
根據2010年美國人口普查的數據，斯潘塞的面積為2.96平方千米，當中陸地面積為2.96平方千米，而水域面積為0.00平方千米。當地共有人口37人，而人口密度為每平方千米12.5人。